# 书格
书格（英語：shuge.org），是一个自由开放的在线古籍图书馆。致力于开放式分享、介绍、推荐有价值的古籍善本，并鼓励将文化艺术作品数字化归档。分享内容限定为公有领域的书籍；最大限度地还原书籍品貌、内容；借此计畫让人類自由、免费地欣赏到那些难以现世的书籍。

## 网站起源
书格建立于2013年5月22日，原本是豆瓣网用戶「未曾」在2012年建立的PDF小站（已更名为书格）：一个收集整理散落世界各地的中文古籍或绘画的小站。但是豆瓣小站广播有文字限制以及严苛的审核制度，而且随着书籍文档增多后其检索分类問題无法得到解决。书格网的创建正是为了解决这些问题。
截至2018年2月，书格已经发布超过1500套高质量的书籍资源，平均每周发布十部书籍，所有资源大小约597GB。书格发布的书籍主要為高清彩色影像版本PDF格式，大部分书籍单页宽度在1400像素以上，跨页宽度在2400像素以上。书籍刊行年代从宋元珍本、明清善本到近代刊本。

## 版权问题
书格的分享内容限定为「公共版权领域」的书籍（参照标准：保护文学和艺术作品伯尔尼公约）。

## 外部連結
- 維基共享資源：書格上傳的古籍